# Kabinett Sorsa II
Das Kabinett Sorsa II war das 60. Kabinett in der Geschichte Finnlands. Es wurde am 15. Mai 1977 vereidigt und amtierte bis zum 26. Mai 1979. Beteiligte Parteien waren Zentrumspartei (KESK), Sozialdemokraten (SDP), Schwedische Volkspartei (RKP), Volksdemokraten (SKDL) und Liberale Volkspartei (LKP).

## Minister
| Ressort                                               | Name                | Partei     | Amtszeitbeginn | Amtszeitende |
| ----------------------------------------------------- | ------------------- | ---------- | -------------- | ------------ |
| Ministerpräsident                                     | Kalevi Sorsa        | SDP        | 15. Mai 1977   | 26. Mai 1979 |
| Stellvertretender Ministerpräsident                   | Johannes Virolainen | KESK       | 15. Mai 1977   | 26. Mai 1979 |
| Minister im Büro des Ministerpräsidenten              | Esko Rekola         | unabhängig | 15. Mai 1977   | 26. Mai 1979 |
| Äußeres                                               | Paavo Väyrynen      | KESK       | 15. Mai 1977   | 26. Mai 1979 |
| Justiz                                                | Tuure Salo          | LKP        | 15. Mai 1977   | 2. März 1978 |
| Justiz                                                | Paavo Nikula        | LKP        | 2. März 1978   | 26. Mai 1979 |
| Inneres                                               | Eino Uusitalo       | KESK       | 15. Mai 1977   | 26. Mai 1979 |
| Minister im Innenministerium                          | Kristian Gestrin    | RKP        | 15. Mai 1977   | 2. März 1978 |
| Minister im Innenministerium                          | Tuure Salo          | LKP        | 15. Mai 1977   | 2. März 1978 |
| Minister im Innenministerium                          | Eero Rantala        | SDP        | 2. März 1978   | 26. Mai 1979 |
| Verteidigung                                          | Taisto Tähkämaa     | KESK       | 15. Mai 1977   | 26. Mai 1979 |
| Finanzen                                              | Paul Paavela        | KESK       | 15. Mai 1977   | 26. Mai 1979 |
| Minister im Finanzministerium                         | Esko Rekola         | unabhängig | 15. Mai 1977   | 26. Mai 1979 |
| Bildung                                               | Kristian Gestrin    | RKP        | 15. Mai 1977   | 2. März 1978 |
| Bildung                                               | Jaakko Itälä        | LKP        | 15. Mai 1977   | 2. März 1978 |
| Minister im Bildungsministerium                       | Kalevi Kivistö      | SKDL       | 15. Mai 1977   | 26. Mai 1979 |
| Land- und Forstwirtschaft                             | Johannes Virolainen | KESK       | 15. Mai 1977   | 26. Mai 1979 |
| Minister im Ministerium für Land- und Forstwirtschaft | Veikko Saarto       | SKDL       | 15. Mai 1977   | 26. Mai 1979 |
| Verkehr                                               | Veikko Saarto       | SKDL       | 15. Mai 1977   | 26. Mai 1979 |
| Handel und Industrie                                  | Eero Rantala        | SDP        | 15. Mai 1977   | 26. Mai 1979 |
| Soziales und Gesundheit                               | Pirkko Työläjärvi   | SDP        | 15. Mai 1977   | 26. Mai 1979 |
| Minister im Ministerium für Soziales und Gesundheit   | Olavi Martikainen   | KESK       | 15. Mai 1977   | 26. Mai 1979 |
| Arbeit                                                | Arvo Aalto          | SKDL       | 15. Mai 1977   | 26. Mai 1979 |